# Leichtathletik-Weltmeisterschaften 2019/Teilnehmer (Frankreich)
| Gelbes Symbol für Goldmedaillen mit stilisierten Olympischen Ringen | Graues Symbol für Silbermedaillen mit stilisierten Olympischen Ringen | Braundes Symbol für Bronzemedaillen mit stilisierten Olympischen Ringen |
| ------------------------------------------------------------------- | --------------------------------------------------------------------- | ----------------------------------------------------------------------- |
| —                                                                   | 1                                                                     | 1                                                                       |

Der Leichtathletikverband von Frankreich nahm an den Leichtathletik-Weltmeisterschaften 2019 in Doha teil. 60 Athletinnen und Athleten wurden Ende August vom französischen Verband nominiert. Zwei Teilnehmer kamen später noch hinzu.

## Ergebnisse

### Frauen

#### Laufdisziplinen
| Athletin | Disziplin        | Vorlauf              | Vorlauf              | Halbfinale           | Halbfinale           | Finale               | Finale               |
| Athletin | Disziplin        | Zeit                 | Platz                | Zeit                 | Platz                | Zeit                 | Platz                |
| --- | ---------------- | -------------------- | -------------------- | -------------------- | -------------------- | -------------------- | -------------------- |
| Orlann Ombissa-Dzangue | 100 m            | 11,34 s              | 27                   | DNQ                  | DNQ                  | –                    | –                    |
| Carolle Zahi | 100 m            | nicht auf Startliste | nicht auf Startliste | nicht auf Startliste | nicht auf Startliste | nicht auf Startliste | nicht auf Startliste |
| Carolle Zahi | 200 m            | 22,99 s              | 18                   | 23,03 s              | 16                   | DNQ                  | DNQ                  |
| Amandine Brossier | 400 m            | 52,81 s              | 41                   | DNQ                  | DNQ                  | –                    | –                    |
| Déborah Sananes | 400 m            | 51,76 s              | 18                   | 52,24 s              | 19                   | DNQ                  | DNQ                  |
| Rénelle Lamote | 800 m            | 2:03,36 min          | 24                   | 2:02,86 min          | 20                   | DNQ                  | DNQ                  |
| Solène Ndama | 100 m Hürden     | DNF                  | DNF                  | –                    | –                    | –                    | –                    |
| Fanny Quenot | 100 m Hürden     | 13,51 s              | 34                   | DNQ                  | DNQ                  | –                    | –                    |
| Laura Valette | 100 m Hürden     | 13,47 s              | 32                   | DNQ                  | DNQ                  | –                    | –                    |
| Ophélie Claude-Boxberger | 3000 m Hindernis | 10:06,10 min         | 41                   |                      |                      | DNQ                  | DNQ                  |
| - Cynthia Leduc - Orlann Ombissa-Dzangue - Estelle Raffai - Carolle Zahi nicht auf Startliste: - Maroussia Paré - Sarah Richard-Mingas                             | 4 × 100 m        | DSQ V                | DSQ V                |                      |                      | –                    | –                    |
| - Amandine Brossier - Agnès Raharolahy - Déborah Sananes - Élise Trynkler nicht auf Startlisten: - Kalyl Amaro - Brigitte Ntiamoah - Diana Iscaye - Laurine Xailly | 4 × 400 m        | 3:29,66 min SB       | 12                   |                      |                      | DNQ                  | DNQ                  |

#### Sprung/Wurf
| Athletin               | Disziplin      | Qualifikation | Qualifikation | Finale     | Finale |
| Athletin               | Disziplin      | Weite/Höhe    | Platz         | Weite/Höhe | Platz  |
| ---------------------- | -------------- | ------------- | ------------- | ---------- | ------ |
| Ninon Guillon-Romarin  | Stabhochsprung | 4,60 m        | 16            | 4,70 m     | 12     |
| Hilary Kpatcha         | Weitsprung     | 6,47 m        | 18            | DNQ        | DNQ    |
| Éloyse Lesueur-Aymonin | Weitsprung     | 6,46 m        | 21            | DNQ        | DNQ    |
| Yanis David            | Weitsprung     | 6,46 m        | 20            | DNQ        | DNQ    |
| Yanis David            | Dreisprung     | DNS           | DNS           | –          | –      |
| Rouguy Diallo          | Dreisprung     | 14,25 m       | 07            | 14,08 m    | 10     |
| Mélina Robert-Michon   | Diskuswurf     | 64,02 m SB    | 04            | 59,99 m    | 10     |
| Alexandra Tavernier    | Hammerwurf     | 72,91 m       | 06            | 73,33 m    | 06     |
| Alexie Alaïs           | Speerwurf      | 60,46 m       | 14            | DNQ        | DNQ    |

#### Siebenkampf
| Athletin     | Disziplin | 100 m Hürden | Hochsprung | Kugelstoßen | 200 m   | Weitsprung | Speerwurf  | 800 m       | Punkte | Platz |
| ------------ | --------- | ------------ | ---------- | ----------- | ------- | ---------- | ---------- | ----------- | ------ | ----- |
| Solène Ndama | Ergebnis  | 12,90 s      | 1,71 m     | 13,68 m     | 24,34 s | 5,98 m     | 37,62 m PB | 2:18,75 mim | 6034   | 14    |
| Solène Ndama | Punkte    | 1140         | 867        | 773         | 948     | 843        | 622        | 841         | 6034   | 14    |

### Männer

#### Laufdisziplinen
| Athlet | Disziplin        | Vorlauf              | Vorlauf              | Halbfinale           | Halbfinale           | Finale               | Finale               |
| Athlet | Disziplin        | Zeit                 | Platz                | Zeit                 | Platz                | Zeit                 | Platz                |
| --- | ---------------- | -------------------- | -------------------- | -------------------- | -------------------- | -------------------- | -------------------- |
| Jimmy Vicaut | 100 m            | 10,08 s              | 06                   | 10,16 s              | 16                   | DNQ                  | DNQ                  |
| Mouhamadou Fall | 200 m            | 20,63 s              | 32                   | DNQ                  | DNQ                  | –                    | –                    |
| Christophe Lemaitre | 200 m            | nicht auf Startliste | nicht auf Startliste | nicht auf Startliste | nicht auf Startliste | nicht auf Startliste | nicht auf Startliste |
| Pierre-Ambroise Bosse | 800 m            | 1:46,14 min          | 18                   | 1:47,60 min          | 22                   | DNQ                  | DNQ                  |
| Alexis Miellet | 1500 m           | 3:37,69 min          | 17                   | 3:37,39 min          | 17                   | DNQ                  | DNQ                  |
| Rabii Doukkana | 1500 m           | DNS                  | DNS                  | –                    | –                    | –                    | –                    |
| Rabii Doukkana | 5000 m           | nicht auf Startliste | nicht auf Startliste | nicht auf Startliste | nicht auf Startliste | nicht auf Startliste | nicht auf Startliste |
| Morhad Amdouni | Marathon         | nicht auf Startliste | nicht auf Startliste | nicht auf Startliste | nicht auf Startliste | nicht auf Startliste | nicht auf Startliste |
| Dimitri Bascou | 110 m Hürden     | 13,53 s              | 19                   | 13,48 s              | 10                   | DNQ                  | DNQ                  |
| Wilhem Belocian | 110 m Hürden     | 13,67 s              | 24                   | 13,60 s              | 19                   | DNQ                  | DNQ                  |
| Pascal Martinot-Lagarde | 110 m Hürden     | 13,45 s              | 12                   | 13,12 s SB           | 03                   | 13,18 s              | Bronze               |
| Wilfried Happio | 400 m Hürden     | 51,25 s              | 33                   | DNQ                  | DNQ                  | –                    | –                    |
| Ludvy Vaillant | 400 m Hürden     | 49,49 s              | 06                   | 49,10 s              | 12                   | DNQ                  | DNQ                  |
| Djilali Bedrani | 3000 m Hindernis | 8:13,02 min          | 02                   |                      |                      | 8:05,23 min PB       | 05                   |
| Yoann Kowal | 3000 m Hindernis | 8:37,90 min          | 37                   |                      |                      | DNQ                  | DNQ                  |
| Gabriel Bordier | 20 km Gehen      |                      |                      |                      |                      | 1:34:06 h            | 24                   |
| Kévin Campion | 20 km Gehen      |                      |                      |                      |                      | 1:32:16 h            | 16                   |
| Yohann Diniz | 50 km Gehen      |                      |                      |                      |                      | DNF                  | DNF                  |
| - Mouhamadou Fall (Vorlauf) - Amaury Golitin - Christophe Lemaitre (Finale) - Jimmy Vicaut - Méba-Mickaël Zézé nicht auf Startlisten: - Marvin René - Ryan Zézé | 4 × 100 m        | 37,88 s SB           | 5                    |                      |                      | DNF                  | DNF                  |
| - Mame-Ibra Anne - Thomas Jordier - Christopher Naliali - Ludvy Vaillant nicht auf Startlisten: - Mamadou Kassé Hann - Loïc Prévot - Fabrisio Saïdy             | 4 × 400 m        | 3:01,40 min SB       | 6                    |                      |                      | 3:03,06 min          | 7                    |

#### Sprung/Wurf
| Athlet               | Disziplin      | Qualifikation | Qualifikation | Finale     | Finale |
| Athlet               | Disziplin      | Weite/Höhe    | Platz         | Weite/Höhe | Platz  |
| -------------------- | -------------- | ------------- | ------------- | ---------- | ------ |
| Renaud Lavillenie    | Stabhochsprung | 5,60 m        | 15            | DNQ        | DNQ    |
| Valentin Lavillenie  | Stabhochsprung | 5,70 m        | 09            | 5,70 m     | 06     |
| Alioune Sene         | Stabhochsprung | 5,45 m        | 26            | DNQ        | DNQ    |
| Benjamin Compaoré    | Dreisprung     | 16,59 m       | 22            | DNQ        | DNQ    |
| Jean-Marc Pontvianne | Dreisprung     | 16,31 m       | 26            | DNQ        | DNQ    |
| Quentin Bigot        | Hammerwurf     | 77,44 m       | 03            | 78,19 m SB | Silber |

#### Zehnkampf
| Athlet        | Disziplin | 100 m      | Weitsprung | Kugelstoßen | Hochsprung | 400 m      | 110 m Hürden | Diskuswurf | Stabhochsprung | Speerwurf | 1500 m | Punkte | Platz |
| ------------- | --------- | ---------- | ---------- | ----------- | ---------- | ---------- | ------------ | ---------- | -------------- | --------- | ------ | ------ | ----- |
| Kevin Mayer   | Ergebnis  | 10,50 s PB | 7,56 m SB  | 16,82 m PB  | 1,99 m SB  | 48,99 s SB | 13,87 s      | 48,34 m    | NM             | DNS       | –      | DNF    | DNF   |
| Kevin Mayer   | Punkte    | 975        | 950        | 902         | 794        | 862        | 991          | 836        | 0              | DNS       | –      | DNF    | DNF   |
| Basile Rolnin | Ergebnis  | 11,42 s    | DNS        | DNS         | DNS        | DNS        | –            | –          | –              | –         | –      | DNF    | DNF   |
| Basile Rolnin | Punkte    | 769        | 0          | 0           | 0          | 0          | –            | –          | –              | –         | –      | DNF    | DNF   |

### Mixed
| Athlet/in | Disziplin | Vorlauf        | Vorlauf | Halbfinale | Halbfinale | Finale | Finale |
| Athlet/in | Disziplin | Zeit           | Platz   | Zeit       | Platz      | Zeit   | Platz  |
| --- | --------- | -------------- | ------- | ---------- | ---------- | ------ | ------ |
| - Mame-Ibra Anne (m) - Amandine Brossier (w) - Agnès Raharolahy (w) - Thomas Jordier (m) nicht auf Startliste: - Diana Iscaye (w) - Fabrisio Saïdy (m) | 4 × 400 m | 3:17,17 min NR | 12      |            |            | DNQ    | DNQ    |